# Vito Giacalone
Vito Giacalone (Marsala, 14 dicembre 1924) è un politico italiano.

## Biografia
Iscritto al PCI dal 1943, è stato consigliere comunale a Marsala e a Trapani per diverse legislature, e consigliere regionale siciliano dal 1963 al 1971. È eletto senatore nella VII legislatura. Non si ricandida alle elezioni del 1979.